# Tellervo moaria
Tellervo moaria är en fjärilsart som beskrevs av Hans Fruhstorfer 1911. Tellervo moaria ingår i släktet Tellervo och familjen praktfjärilar. Inga underarter finns listade i Catalogue of Life.